# Taichi Hasegawa
Taichi Hasegawa (født 26. februar 1981) er en tidligere japansk fodboldspiller.
Han har spillet for flere forskellige klubber i sin karriere, herunder Albirex Niigata.